# هال ليستير
هال ليستير (بالإنجليزية: Hal Lester)‏ هو عازف قيثارة جاز ومصمم جرافيك أمريكي، ولد في 13 أبريل 1955.

## وصلات خارجية
- هال ليستير على موقع ميوزك برينز (الإنجليزية)